# ヴィーナス (マスコットガール)
ヴィーナス（VENUS）は、読売ジャイアンツ公式マスコットガールの現チーム名。主にジャイアンツの本拠地球場である東京ドームで活動し、ダンスやイベントMCなど幅広くファンサービスを担当する。マネージメント業務はジェイズファーイースト。

## 概要
1994年、球団創立60周年を機に「ファイアーガール」を結成。2001年から「チームジャビッツ21」、2007年から「チームヴィーナス」、2016年からは「ヴィーナス」として活動している。メンバーは毎年オーディションで選出され、10名程度の合格者に対し応募者が550人を超える狭き門となっている。
現在、広島カープを除くNPB11球団にチアが存在するが、現存するチームとしては球団同様このヴィーナスが最も長い歴史を持つ。いわゆる「チア」であるが正しくはマスコットガールであり、様々な場面を通して老若男女に愛される存在となるよう活動している。そのため、チア以外の活動も多く、チームを統括するような常駐ディレクターは存在しない。また、それぞれの活動はレギュラー制ではなく、アクロバットを除き、得手不得手の別なく全員が様々な仕事を満遍なく担当する。
チームの特長としてMCやアクロバットが挙げられ、近年は試合前ダンスなどのパフォーマンスにも注力している。
チーム結成初年度にジャイアンツはリーグ優勝、日本一を達成。以降、31年間でリーグ優勝13回、日本一5回、Aクラス25回、Bクラス6回で最下位は一度もない。
2024年、チーム結成30周年を迎え東京ドームでアニバーサリーイベント「VENUS PRIDE 30th」が開催された。

## 活動内容
活動期間は1年で、大まかな日程は、12～翌2月(研修)、2月(宮崎・沖縄春季キャンプ)、3月(オープン戦)、4～9月(レギュラーシーズン)、10～11月(ポストシーズン)、11月(ジャイアンツ・ファンフェスタ)、12月(シーズンオフ、Winter Stage)である。11月のオーディションでメンバーが決定し、12月のイベント(Winter Stage)でメンバー発表となる。研修では、ダンスは関根直美と堀内沙恵、MC・メイクレッスンは外部の講師、活動に必要な知識の講義は前年度からの継続メンバーが担当する。シーズン中のダンスレッスンは適時(不定期)。一部メンバーは研修後も日テレ学院でMCレッスンを受けることがある。
新チームのデビューは本拠地開幕戦ではなくオープン戦(東京ドーム初戦)となるため、スタートは2月下旬から3月下旬まで年度によって大きく異なる。
1軍の試合(東京ドーム)
場外ステージのMC・ダンス、ドーム内見学ツアーのアテンド、ファンへの応対、試合前やイニング間のダンス・イベントMC、勝利時ヒーローカー(サトちゃんカー。佐藤製薬提供)の運転、勝利パフォーマンス、試合後のイベント担当が主な仕事である。出勤はシフト制で毎試合数人がオフ。そのためメンバー全員が揃うのは本拠地開幕戦や最終戦などに限られる。試合ごとにHR担当がおり、勝率の良いメンバーは「勝利の女神」として大事な試合を任せられる。地方遠征のHR担当はイニングによって代わる。
2軍の試合(ジャイアンツ球場)
2015年「GⅡプロジェクト」がスタートし出演機会が増加。2017年からは土日祝開催の多くの試合に出演している。普段ドームで行っているような活動以外に、シャトルバスでのヴィーナスガイド(バスガイド)も担当。「ズムサタデー」など様々な企画が実施される。
地方遠征
東京ドーム以外での地方主催試合にも出演する。遠征先や試合数は年度によって異なる。主な遠征先は北陸・関東・大阪・九州。2軍の地方主催試合に出演することもある。
幼稚園・保育所訪問
「G handsプロジェクト」の一環として幼稚園等の施設を訪問し、ダンスなどで子どもたちと交流する活動を行っている(ジャビットも参加)。シーズン中からシーズンオフまで不定期に実施される。
シーズンオフ
シーズンオフは選手やOBのトークショーなどに出演することがある。ただし、12月に行われるイベント(VENUS & GIABBIT　Winter Stage)がメンバー全員での最後の活動となる。年明け後のイベントには、継続メンバーしか参加しない。宮崎・沖縄キャンプは前年度からの継続メンバーが参加する。
その他
野球の現場以外でのジャイアンツ関連のイベントに参加することもあるが、無関係なローカルイベントなどに出演することは稀である。
SNS
2007年、公式ブログ(旧)を開始。2009年、メンバー個人のブログも開始。2014年7月、アメーバブログへ移転時に両者は統合され(公式ブログ(新))、2020年シーズンで終了した。公式ブログ(旧)では日々の活動についてスタッフ(マネージャー)とメンバーが更新し、個人ブログはプライベートブログとなっていた。公式ブログ(新)ではスタッフは告知だけで活動についてはメンバーがそれぞれ更新していた。2018年には、公式インスタグラムを開設。公式インスタグラムは、元々スタッフが更新していたが、ブログ終了後はメンバーとスタッフが更新し、リールではダンス動画などもアップされている。
2015-2017年までジャイアンツ公式SNS(Facebook、Twitter)にて毎週月曜更新の「ジャイアンツ・インフォメーション」動画に出演していた。2017年からは読売巨人軍公式サイトにて「東京ドームナビ！(全22回)」を担当、2019年に「GIANTS AVENUE」とタイトルを変えてリニューアルされた(月刊ジャイアンツにも連載)。2019年、ジャイアンツオンラインストアにて毎週金曜日更新の「VENUS' PICK」がスタート。2015年にはFacebook用にダンスを披露した。

## ダンス・パフォーマンス
ダンスを披露する場面は、試合前ステージ(ジャイアンツスクエア)、試合前ダンス(グラウンド)、イニング間ダンス(ヴィーナスパフォーマンスタイム、イニングは年度によって異なる)、7回表終了時(ラッキーセブン)、勝利後である。7回表終了時は巨人軍の歌「闘魂込めて」(1コーラス)、勝利後は「闘魂こめて」(2コーラス)を踊り、ライトスタンド前パフォーマンスで締める。コラボ企画が実施される試合ではそのテーマ曲で踊ることもある。
ダンスに使われる曲の選曲・振付・曲編集は、その多くをメンバー自身が担当している。1曲当たりの時間はほぼ1分前後に収められている。ダンススクール(ファンにダンスをレクチャー)が頻繁に行われていた頃は、一緒に披露するための定番曲が多かったが、現在は複数年にわたって使われる曲はほとんどない。
最近ではジャビットファミリーとのコラボダンスもある。ジャビットコラボ曲は複雑なフォーメーションなどはないためチア交流などの際に使われることが多い。ジャイアンツ・ファンフェスタでは若手選手とともに「闘魂込めて」を踊り、吉川大幾がヴィーナスになりきるのが恒例となっていた。2軍の試合や地方遠征ではその試合限定のコラボダンスなどを披露する。宮崎キャンプでは時期的にバレンタイン・キッスとチョコレイト・ディスコがよく使われる。沖縄キャンプでご当地ヒーローとコラボした際には、Yeah 3xを踊らせるというキャラ崩壊を招きかねない無茶振りをしている。

## メンバー
メンバーは継続希望者も含め全員が毎年、同じオーディションで選出されていたが、現在はオーディションでは新メンバーが選ばれ、継続メンバーはそれとは別に選抜されている。ファイアーガール、ジャビッツ時代は、応募資格に25歳以下・年数2年までの制限があったが、2006年より、ほぼ現在の条件(制限なし)になった。
メンバー構成は、仕事量の増加に伴って人数の増加、ダンス面の強化に伴って経験者の割合が増加している。メンバー数の推移は2006年12人、2007-2010年15人、2011-2013年14人、2014-2015年15人、2016-2017年19人、2018-2020年21人、2021-2024年22人、2025年21人。複数回オーディションに挑戦することは珍しくない。また、メンバー数が少なかった頃は、新メンバーとして合格したとしても、次の年に継続または間を置いて復帰することは容易ではなかった。チアやダンスなどの経験者がほとんどだが本格的に経験していないメンバーが入団することもある。出身地は関東だけでなく地方出身者も少なくない(宮城、愛知、大阪、福島などが多い)。学生メンバーの中には休学して活動に専念する者もいる。他球団や他のスポーツのチア経験者も毎年のようにメンバー入りしている。過去に芸能活動をしていたメンバーもいる。
アクロバット担当は数人。MCは決まった担当者がいるわけではなく持ち回りで担当するが、重要な場面を任されるMC要員は存在する。現役の先輩後輩は学年ではなく経験年数で決まる。キャプテン(リーダー)は1人だが経験者組をまとめてリーダーと呼んでいた時期もある。活動名は必ずしも本名ではない。
太字は経験者。下線はアクロバット担当。50音順に列記。
2006年度
チームジャビッツ21最終年。応募条件の変更もあり新メンバーの合格者は1人しか出なかった。ジャビッツ後期オールスター。
リーダーは横山嘉代。
岩川優希、大平直子、高橋麻実、田島宏美、田中桃恵、ジェニファー・ペリマン、進藤由香利、羽中田美紀、藤原奈々、水上知香、南里恵子、横山嘉代
2007年度
チームヴィーナス初年度。
青木由香、新居史麻、石原麻理、上野陽子、梅田みさと、黒須美希、筒井希恵、出口紗智子、福山知沙、林美帆、藤原奈々、細川結衣、堀内沙恵、溝淵蘭、山本しおり
2008年度
リーダーは藤原奈々。
阿部智帆、新居史麻、及川志真、大島彩加、小野一実、熊井郁美、斎藤世意子、進藤由香利、杉本春菜、日置真菜、藤原奈々、堀内沙恵、前多美花、翠川幸絵、渡辺望
2009年度
相澤ひとみ、阿部智帆、新居史麻、伊藤麻衣、小野村優、小林佑梨花、渋谷華子、羽柴沙耶、堀内沙恵、前島沙織、前多美花、松下亜実、村田あゆみ、若菜奈津美、渡部有
2010年度
新居史麻、一瀬由紀、上田あすか、久保庭由実、酒井美緒、迫那知佳、笹野智子、渋谷華子、田島宏美、田尻晶子、谷本佳奈、西川小喜、羽柴沙耶、福井葉奈子、レイチェル・ペリマン
2011年度
この年よりダンススクール出身者がメンバーに入る。
相澤菜未、青柳里枝、阿部智帆、安部晴奈、新居史麻、粟野明日香、石川愛、及川志真、大澤綾子、高橋美妃、計屋晴香、平山あゆみ、福井葉奈子、三品優李
2012年度
阿部智帆、安部晴奈、大島直子、小澤綾奈、加藤日香留、川口智美、笹野智子、佐藤もも子、登坂眞子、永島淳子、中根千博、橋本菜々美、福井葉奈子、三品優李
2013年度
阿部智帆、荒川清花、上田あすか、小澤綾奈、櫻井梨子、佐藤綾音、須崎絵里、寺本寿世、中川絵美里、中根千博、橋本菜々美、畠井佑好、前多美花、松田州加
2014年度
阿部智帆、安部晴奈、上田あすか、岡林望、尾崎涼子、風見和、榊原むつ美、鮫沢真緒、須崎絵里、田端信子、中川絵美里、中嶋紗耶花、野辺真美子、前多美花、渡貫みづき
2015年度
チームヴィーナス最終年。経験者の数が新メンバーの数を上回る。
リーダーは前多美花。
石川杏菜、上田あすか、風見和、木村南海子、栗本唯梨、金野まゆ子、鮫沢真緒、中川絵美里、中嶋紗耶花、西村彩、野辺真美子、前多美花、吉田彩華、和海知世、渡貫みづき
2016年度
ヴィーナス初年度。この年より現役メンバーがダンススクール講師となる。
リーダーは上田あすか。
上田あすか、大泉真由子、風見和、川嶋由奈、木村南海子、栗本唯梨、玄田夏海、小松美歩、榊原むつ美、鮫沢真緒、田口弘子、中嶋紗耶花、西村彩、野辺真美子、福島花織、森元芽衣、山田小依、渡辺舞衣、渡貫みづき
2017年度
リーダーは鮫沢真緒。
伊東彩音、大竹智子、風見和、加藤美紅、菊地あや、栗本唯梨、玄田夏海、榊原むつ美、鮫沢真緒、嶋希、菅原亜未、中嶋紗耶花、野辺真美子、林里帆、平﨑妃菜、福島花織、山田小依、渡辺美音、渡貫みづき
2018年度
新メンバーが多く、チームが大きく一新された。その年も含めリーグ優勝経験者が居なかったのは2006年以降では初めてだった。
リーダーは栗本唯梨。
伊東彩音、岩間ゆりえ、加藤美紅、金國実夢、菊地あや、栗本唯梨、玄田夏海、今野絵里香、菅原亜未、鈴木ひな子、添田真生、髙藤未佑、戸渡麻由奈、仲岡沙優、長瀬志珠、橋本なぎさ、冷牟田花恋、平崎妃菜、宮川麻衣子、山田ありさ、山本真意
2019年度
サブリーダー制度を導入。
リーダーは菅原亜未。サブリーダーは平﨑妃菜、山田ありさ。
井坂ゆうり、糸日谷るい、小沼みな、河合彩香、今野絵里香、齊藤ななこ、菅原亜未、鈴木ひな子、竹村恵美子、戸渡麻由奈、仲岡沙優、長瀬志珠、永野仁那、橋本なぎさ、半田桃菜、樋口真央、冷牟田花恋、平﨑妃菜、松本楠菜、宮川麻衣子、山田ありさ
2020年度
リーダーは山田ありさ。サブリーダーは宮川麻衣子。ダンスリーダーは鈴木ひな子
荒木亜美里、伊東海菜美、伊藤るうな、糸日谷るい、梅仲あすみ、岡野莉枝、小沼みな、河合彩香、菊池桃子、五関るみな、古沼美波、齊藤ななこ、鈴木ひな子、戸渡麻由奈、橋本なぎさ、半田桃菜、冷牟田花恋、福島由恵、馬渡愛子、宮川麻衣子、山田ありさ
2021年度
この年のみ出勤がシフト制ではなく全試合全員出演だった。
リーダーは宮川麻衣子。サブリーダーは冷牟田花恋。
飯塚りの、生月歩花、市川珠葵、伊藤るうな、梅仲あすみ、菊池桃子、古沼美波、齊藤ななこ、定谷朋佳、白河瑛理、中島楽楽、中山なるみ、畠山とうこ、花岡優希、半田桃菜、日野希美、冷牟田花恋、馬渡愛子、宮川麻衣子、宮原咲良、矢作明子、横山みゆう
2022年度
リーダーは齊藤ななこ。サブリーダーは糸日谷るい、菊池桃子。
飯塚りの、石鳥まい、伊藤るうな、糸日谷るい、押野さくら、金國実夢、川岸瑠那、菊池桃子、高坂咲舞、齊藤ななこ、佐々井萌香、佐藤みゆう、杉山奈々、田ノ下夏葵、塚越愛実、中島楽楽、野澤彩華、前田まほ、宮原咲良、村田凛、矢作明子、横山みゆう
2023年度
リーダーは菊池桃子。サブリーダーは伊藤るうな、矢作明子。
赤堀佑夏、新井みゆき、飯塚りの、伊藤るうな、上野華菜、岡本桃花、押野さくら、菊池桃子、高坂咲舞、佐藤みゆう、鈴木絵里奈、高橋ひかる、土原一花、塚越愛実、村上結萌、村田凜、村松理子、矢作明子、山口ちか、山本夏鈴、結城萌、横山みゆう
2024年度
キャプテンは伊藤るうな。副キャプテンは矢作明子、横山みゆう。
新井みゆき、伊藤るうな、上野華菜、大倉かりん、黒澤るうい、高坂咲舞、佐野鈴音、善はるな、高橋ひかる、土原一花、鍋谷詩織、萩原ほのか、村上結萌、茂木みなみ、森山和奏、矢作明子、山口あみ、山田かのん、山本まなみ、横山みゆう、吉澤歩乃花、吉村奈々
2025年度
キャプテンは矢作明子。副キャプテンは鍋谷詩織、村上結萌。ダンスキャプテンは高坂咲舞(2020年以来の表記)。
石田望愛、指宿ひかり、上野華菜、大倉かりん、押野さくら、川村朱利、高坂咲舞、善はるな、土原一花、鍋谷詩織、生井彩花、原田遥南、正岡咲桜、松崎さや、村上結萌、茂木みなみ、杜下ゆり、森山和奏、矢作明子、山田かのん、山本まなみ

## 衣装
衣装は上・下・手袋・レッグカバー(靴)のセットで毎年新調され、各メンバーに２セットずつ貸与される。一着ずつメンバー各人のネームが入っているのが特徴で、2017年までは背面上部に位置していたが2018年からは視認しやすいように腰部(スカート上部)に変更された。上はジャケットを着る・脱ぐの2パターンを場面によって使い分ける。下は基本的にスカートだがパンツタイプやその両方の年もあった。手袋は適宜、着脱する。レッグカバーは年によってカラーバリエーションがあったりブーツの年もあった。他にリボンなどの付属品も付く。髪型は基本的に自由だが金髪などの派手な色はNG。ネイルを施すメンバーもいる。
不定期だがメンバーそれぞれが歴代の衣装を着て活動するイベントを開催する年もある。実際の活動では衣装だけでなく、各種企画で配布されるユニホームや小物などを身に着けることも多い。また寒風にさらされる宮崎キャンプではベンチコートを着用する。

## グッズ・関連商品
タオルなどの小物やメンバーのガチャなどが販売され、飲食物のプロデュースもしている(メンバーによる不定期販売会も実施)。GIANTS OFFICIAL SHOPではメンバーのサイン撮影会が開催される。2018年には写真付きチケット も販売された。2011年からBBMプロ野球チアリーダーカードに他球団とともに収録され、2016年には「BBM読売ジャイアンツ公式マスコットガール「ヴィーナス」カードセット2016～Original Smile～」が発売された。ジャビッツ時代には歌やDVDを出していた。また着ボイスの配信をしていた時期(2009-2013年)もある。

## エピソード
チア交流
現在、広島を除く10球団全てと毎年チア交流を行っている。セリーグはホームとビジターで2回。パリーグは交流戦でホームまたはビジターで1回。
オールスターゲーム
2011年より2-3人が出演しているが、参加しない試合や全員参加の試合(東京ドーム開催)もある。主にMC要員とアクロバット担当が代表となっている。
セ・リーグファンミーティング
2013年より5人前後が出演している。開幕戦前のデビュー間もない時期に開催されるため、前年度からの継続メンバーが参加していた。2018年は初めて新メンバーが参加した。2019年は会場確保の問題で開催されなかった。
その他
- 2007-2009年 日本テレビのイベント「GO!SHIODOMEジャンボリー」にメンバー全員が出演。
- 2009年7月7-9日、「復刻ユニホームシリーズ」で、2003年から2008年までの衣装を着用。
- 2011年3月2-3日、オープン戦でデビューしたが、11日に発生した東北地方太平洋沖地震(東日本大震災)の影響で20-21日のオープン戦と、3-4月の東京ドーム公式戦が中止[注釈 108]。本拠地公式戦開幕は5月3日。V字階段下でのイベントは行われなくなった。
- 2011年7月1日、「がんばっぺ！いわきナイター[8]」を開催[注釈 109]。スパリゾートハワイアンズのフラガール[注釈 110]と共演。
- 2013年7月9日、地方主催試合(荘銀・日新スタジアム)にOG渡部有が出演番組の企画で特別出演[注釈 111]。
- 2013年9月3日、地方主催試合(富山市民球場アルペンスタジアム)にOG川口智美(KNBアナウンサー)が出演番組の企画で特別出演。
- 2014年6月22日、TBS「OZENDATE[9]」の企画でおのののかが7回「闘魂こめて」に参加[注釈 112]。
- 2014年7月26日、フジテレビ本社で行われた夏のイベント「お台場新大陸・すぽると!ドリームパーク・ドリームステージ[注釈 113]」にメンバー全員が出演。
- 2014年8月4日、ZEPP DIVERCITY TOKYOで開催された「PARTY-FLIGHT～浮かれちゃう夏2014～」にメンバー10人が出演。
- 2015年3月13日、首都圏5球団共同事業「野球女子“倍増”PROJECT[10]」記者会見に栗本唯梨、前多美花が参加[11]。
- 2015年5月31日、ジャイアンツ公式Facebookにて毎週月曜更新のジャイアンツ・インフォメーション動画がスタート[12]。
- 2015年8月28日、「チームヴィーナス・ナイト[13]」を開催。メンバー全員が2001年から現在までのコスチュームを着用してダンスを披露。試合後には女性客を対象としたイベントをグラウンド内で実施。
- 2016年7月14日、博多駅前広場でオールスターゲーム2016第1戦PRイベント・12球団のチアダンサーによる「フラッシュモブ」に鮫沢真緒、渡貫みづきが出演。
- 2016年11月10-13日、侍JAPAN強化試合(東京ドーム)4試合にヴィーナス6人が日替わりで出演。
- 2017年2月28-3月1日、侍ジャパン壮行試合にて結成された「チア日本代表」にヴィーナス代表として中嶋紗耶花が参加。
- 2017年4月1日、読売巨人軍公式サイトにて「ヴィーナス 東京ドームナビ！[4]」がスタート。
- 2017年5月28日、Oha!4 NEWS LIVEに出演しているOG中川絵美里が巨人とヴィーナスを取材[注釈 114]。
- 2017年7月14日、マイナビオールスターゲーム2017 GATEWAY STAGE in CHIBA(オールスター前夜祭)に伊東彩音、栗本唯梨がシスタージャビットとともに出演。
- 2017年11月16日、ENEOSアジアプロ野球チャンピオンシップ2017(東京ドーム)にヴィーナス代表として伊東彩音が出演。
- 2018年3月9日、「ひたち夢元気プロジェクト[14]」と月刊ジャイアンツのコラボ企画で、明秀日立高(茨城)のダンス部「ブルーフェアリーズ[注釈 115]」にダンス指導[注釈 116]。10日には、日立市池の川さくらアリーナで、ダンスイベント[注釈 117]を開催[15][注釈 118]。
- 2018年4月8日、イースタン・リーグ日本ハム戦(ジャイアンツ球場)で「ＧIIヴィーナスデー[16]」を開催。ヴェルディヴィーナス[注釈 119]と共演。栗本唯梨が始球式に参加した。
- 2018年6月23日、月刊ジャイアンツ8月号「東京ドームナビ！」にて菅原亜未、戸渡麻由奈、宮川麻衣子がウェディングドレスを着用[17]。
- 2019年2月4日、サマンサタバサの「25周年キックオフ・プレ発表会」に鈴木ひな子、冷牟田花恋、平崎妃菜が出演し、ジャイアンツとのコラボ商品を紹介[18][19]、サマンサタバサ25周年 アニバーサリーソング「ONE-we are one-」PVに出演[20]。
- 2019年3月8日、ジャイアンツオンラインストアにて「VENUS' PICK[5]」がスタート。
- 2019年4月12日、BS日テレ「月刊プロ野球！さまぁ〜ずスタジアム」4月号より毎月ヴィーナスが2人出演。
- 2019年4月12日、日本テレビ「有吉×巨人」に菅原亜未、仲岡沙優、橋本なぎさ、平﨑妃菜が出演。
- 2019年5月24日、月刊ジャイアンツ7月号「GIANTS AVENUE」にて小沼みな、平崎妃菜、山田ありさがウェディングドレスを着用[21]。
- 2019年8月29日、日本テレビ「バゲット」の番組内企画で尾崎里紗アナウンサーがヴィーナスの活動に参加[注釈 120][22][23][24][25][26]。
- 2023年12月18日、前身となる「ファイヤーガール」結成30周年を記念し、KFC Hall＆Roomsで「ヴィーナス＆ジャビット Winter Stage」を開催[27]。
- 2024年11月30日、前身の「ファイヤーガール」を含め結成30周年を記念し、アニバーサリーイベント「VENUS PRIDE 30th　～thanks from VENUS～」を東京ドームでの球団ファンフェスタ終了後に開催。歴代のOGも出演し、復活パフォーマンスも披露した[28]。
- 2024年12月21日、昨年に引き続きファン交流イベント「VENUS ＆ GIABBIT Winter Stage」をKFC Hall＆Roomsで開催[29]。

## ジャイアンツ ヴィーナスダンススクール
2009年4月、チームヴィーナスダンススクールが開校。キッズ(3歳-未就学児)、リトル(6-10歳)、ジュニア(11-15歳)、ヴィーナス育成(16-29歳)クラスに加えフレンドリークラス(年齢不問、父親の参加可)も存在していた。その後、フレンドリークラスは廃止。2016年より新たにジャイアンツ ヴィーナスダンススクールとして規模を拡大し、現役ヴィーナスも多数、講師として在籍するようになった。キッズ(未就学児)、リトル(小学生)、育成(中学生-30歳ぐらいまでの女性)の3クラスを経て、現在は、キッズ(未就学児)、リトル(小学生)、ジュニア(中高生)、シスター(18歳以上)の4クラスで構成されている。
スクール生は年に数回、東京ドームやジャイアンツ球場でダンスを披露する。年初に行われる発表会では現役メンバーや講師によるダンスナンバーも披露される。2023年にスクール選抜チームREP(Represent)が結成され同年ジャイアンツファンフェスタにてお披露目された。
2011年以降、毎年最低1人はヴィーナスに合格者を輩出している。講師、アシスタントは全員がOGか現役メンバーである。運営はジェイズファーイースト。
ダンススクール出身メンバー
- 2011年 青柳里枝、粟野明日香[注釈 121]、石川愛、計屋晴香
- 2012年 大島直子、小澤綾奈
- 2013年 畠井佑好、松田州加
- 2014年 田端信子
- 2015年 金野まゆ子、吉田彩華、和海知世
- 2016年 小松美歩、田口弘子、福島花織
- 2017年 大竹智子、嶋希、菅原亜未、林里帆、渡辺美音
- 2018年 橋本なぎさ
- 2019年 井坂ゆうり、糸日谷るい、永野仁那、半田桃菜
- 2020年 福島由恵
- 2021年 飯塚りの、定谷朋佳、日野希美、矢作明子
- 2022年 杉山奈々
- 2023年 赤堀佑夏
- 2024年 佐野鈴音(REP)、山本まなみ(REP)、吉村奈々

その他
日向坂46(4期生)石塚瑶季

## 出身者
活動終了後に芸能界に進むメンバーもいるが特にアナウンス系に進む人が多い。プロ野球選手と結婚したメンバーもいる。
- 信田美帆(1998年) 太陽とシスコムーン。長嶋茂雄監督からトンボちゃんと呼ばれていた。
- 齋藤佳子(1999年) NFL・San Francisco 49ersチアリーダー。一般社団法人プロフェッショナルチアリーディング協会代表。
- 斉藤舞子(2002年) フジテレビアナウンサー。
- ジェニファー・ペリマン(2003-2004、2006年) 「天才てれびくん」てれび戦士。えいごであそぼ8代目お姉さん。
- 中川絵美里(2013-2015年) セント・フォース。Jリーグタイム。Oha!4 NEWS LIVE。
- 齊藤ななこ(2019-2022年) セント・フォース。

## ダンス使用曲一部抜粋
球団歌、公式応援歌(右欄は振付者)
- 闘魂こめて めるも
- VIVA GIANTS! めるも
- GIANTS TOONS 堀内沙恵(新)[注釈 124]
- GIANTS FIRE! 南流石(旧)、めるも(新)
- ダイヤモンド・ヒーロー(2002年チームジャビッツ21)
- Love is power(2003年ジャイアンツ応援ソング) YOSHI2
- Grow into shinin' stars(2004年ジャイアンツ応援ソング) SAM
- ファインプレーを君と一緒に～Go!Go!ジャイアンツ～(五木ひろしwithチームジャビッツ21feat.徳光和夫)(2003年ジャイアンツ応援ソング)

日本テレビ系プロ野球中継テーマソング(3回ダンス)
- 2009 情熱
- 2010 スピリッツ
- 2011 DIAMOND 関根直美
- 2012 SPIRIT 関根直美
- 2013 DRAMATIC 堀内沙恵
- 2014 Believe In Myself 堀内沙恵
- 2015 熱くなれ 関根直美
- 2016 BRAND NEW STAGE 白橋璃沙
- 2017 Wonderful World 白橋璃沙
- 2018 FUNtastic
- 2019 手をのばせ 冷牟田花恋[注釈 125]

年度別使用曲()内は選手登場曲
2007
- ルパン・ザ・ファイヤー(高橋由伸) 堀内沙恵
- September(阿部慎之助) 新居史麻[注釈 126]
- Lovin' Life(脇谷亮太)

2008
- I Love Rock'n Roll(イ・スンヨプ) 新居史麻、堀内沙恵
- Take You Back(Street Corner Song from Rocky)(谷佳知) 新居史麻、藤原奈々、堀内沙恵
- THE FINAL COUNTDOWN(アレックス・ラミレス) 渡辺望
- Switch On(小笠原道大) 藤原奈々
- キセキ(坂本勇人) 新居史麻、堀内沙恵[注釈 127]
- Dream Park～野球場へゆこう 新居史麻、堀内沙恵

2009
- Mr.Closer[注釈 128](マーク・クルーン)
- カーニバル(内海哲也) 阿部智帆
- Wild Thing(越智大祐) 阿部智帆、前多美花
- SUPERSTAR(山口鉄也) 新居史麻
- TRAIN-TRAIN(鈴木尚広) 渋谷華子
- 黄金魂(亀井義行)
- more more more

2010
- 君の瞳に恋してる(3回ダンス)
- Highway Star(松本哲也) 上田あすか
- JONAN音頭(内海哲也) 新居史麻
- 大阪LOVER(東野峻) 田尻晶子
- VENUS(3回ダンス)
- CHANGE(山口鉄也) 新居史麻
- Just Stand Up!(長野久義) 新居史麻、上田あすか
- 狼煙～Ready To Go～山口鉄也ver.(山口鉄也) 新居史麻
- ウィーアー!(ONE PIECEコラボ) 西川小喜

2011
- Ahoras Es(阿部慎之助) 新居史麻
- Ride on time(長野久義) 阿部智帆
- ff(フォルティシモ)(アレックス・ラミレス) 粟野明日香、及川志真
- 浪漫飛行(高橋由伸) 計屋晴香、三品優李
- サクラ咲ケ(小笠原道大) 相澤菜未、新居史麻
- Green Boys(澤村拓一) 2011メンバー全員
- ラヴァーズ(NARUTOコラボ) 関根直美
- キラメク未来(ウルトラマンナイター) 新居史麻
- Poker Face

2012
- Fighters Anthem Special ver. Giants Anthem(内海哲也) 加藤日香留
- All Dressed In Love(長野久義) 三品優李
- S&M(村田修一) 中根千博
- SPEED(杉内俊哉) 阿部智帆
- 涙が落ちないように(澤村拓一) 登坂眞子
- Ding Ding Dong～心の鐘～(久保裕也) 永島淳子
- Batdance(小笠原道大) 笹野智子
- オリジナル スマイル(高橋由伸) 三品優李
- HaruHaru-Japanese Version-(藤村大介) 中根千博
- ハイサイ to di ウチナー(宮國椋丞) 登坂眞子

2013
- Turn Me On(3回ダンス) 堀内沙恵
- 煌めく瞬間に捕われて(杉内俊哉) 中根千博
- Follow Me(澤村拓一) 佐藤綾音
- 瞬く間。(亀井義行) 橋本菜々美
- JUＭP(矢野謙次) 小澤綾奈
- Your Seed(西村健太朗) 上田あすか
- Turn Around(5,4,3,2,1)(村田修一) 須崎絵里、畠井佑好
- HEROES(菅野智之) 松田州加
- 覇王樹(脇谷亮太) 佐藤綾音、中川絵美里
- Where Them Girls At(松本哲也) 上田あすか
- You Can't Stop The Beat
- KISS KISS BANG BANG 阿部智帆
- Life is SHOW TIME(仮面ライダーコラボ、内海哲也)上田あすか、小澤綾奈、中根千博
- JUST LIVE MORE(仮面ライダーコラボ、内海哲也) 上田あすか

2014
- We Run The Night(試合前ダンスメドレー1) 堀内沙恵
- Out Alive(3回ダンス) 堀内沙恵
- GO FOR IT!!(試合前ダンスメドレー2) 野辺真美子
- Good Time(3回ダンス) 上田あすか
- 狼煙～Ready To Go～山口鉄也ver.(山口鉄也) 中嶋紗耶花
- Try again(澤村拓一) 渡貫みづき
- エール(菅野智之) 岡林望、尾崎涼子
- New Day(長野久義) 榊原むつ美
- Raise Your Glass(長野久義) 中嶋紗耶花
- Stronger (What Doesn't Kill You) (高橋由伸) 上田あすか
- Dreamgirls(試合前ダンスメドレー3) 渡貫みづき
- Toxic(試合前ダンスメドレー3) 中嶋紗耶花
- GO GO サマー！(試合前ダンスメドレー3) 上田あすか
- Stuck On Stupid 榊原むつ美
- Brave、悲しみなんて笑い飛ばせ、カーニバル(試合前ダンスメドレー4) 上田あすか
- Live While We're Young(橋本到) 中嶋紗耶花
- ultra soul(片岡治大) 中嶋紗耶花
- WHAT THE HELL 鮫沢真緒、野辺真美子
- ヒマワリ 2014新メンバー

2015
- Live It Up、HEART BEAT(試合前ダンスメドレー1)
- Call Me Maybe(3回ダンス) 中嶋紗耶花
- SURPRISE-DRIVE(内海哲也) 鮫沢真緒、野辺真美子
- Heaven Knows[注釈 129](菅野智之) 風見和
- Sandstorm(澤村拓一) 上田あすか
- Break Free、Anniversary!!(試合前ダンスメドレー2) 堀内沙恵
- High School Musical
- TRAIN-TRAIN(鈴木尚広)
- スターライトパレード(杉内俊哉) 風見和
- 春色。(亀井義行) 中嶋紗耶花
- What Makes You Beautiful(橋本到) 渡貫みづき
- Bang Bang(長野久義) 上田あすか
- 愛は勝つ(大竹寛) 中嶋紗耶花
- My VOICE(小林誠司) 栗本唯梨
- 晴レルヤ 中嶋紗耶花、渡貫みづき
- TRUTH(立岡宗一郎) 中嶋紗耶花
- TOKIO(TOKYOシリーズ) 上田あすか
- Take me out to the ball game ～あの・・一緒に観に行きたいっス。お願いします！～ 上田あすか
- 紅蓮の弓矢(進撃の巨人コラボ) 上田あすか
- Immortals(戸根千明) 吉田彩華
- LOVE&PEACH 中嶋紗耶花
- Happy Song 中嶋紗耶花
- 晴ル矢 上田あすか
- Message(岡本和真) 上田あすか
- PEACE SUNSHINE 中嶋紗耶花
- Festivo 渡貫みづき
- Facebook用ダンス[30] 上田あすか、中嶋紗耶花

2016
- Toulouse、never give up(試合前ダンスメドレー1)
- Burning Love(3回ダンス) 栗本唯梨
- 明日へのYELL 風見和
- Yeah 3x(試合前ダンス、ジャビットコラボ) 中嶋紗耶花
- ムーンライト伝説(セーラームーンコラボ) 野辺真美子
- 走りだそう(小林誠司) 榊原むつ美
- 波乗りジョニー(岡本和真) 山田小依
- PRIDE(内海哲也) 上田あすか
- オリジナル スマイル(高橋由伸) 上田あすか
- PERFECT HUMAN(ジャビットコラボ)
- I Wanna Dance With Somebody、Chit Chat(試合前ダンスメドレー2) 関根直美
- DANCE WITH ME NOW！(3回ダンス) 渡貫みづき
- タッチ 野辺真美子
- What Time Is It
- A Prayer[注釈 130](菅野智之) 風見和
- Today's the Day(長野久義) 中嶋紗耶花
- 出航さ！〜Sail Out For Someone〜
- カーニバる⤴︎? 中嶋紗耶花

2017
- Let's Go(試合前ダンス) 堀内沙恵
- Kiss N Tell 野辺真美子
- Runaway Baby 中嶋紗耶花
- サクラ咲ケ 栗本唯梨
- 学園天国 中嶋紗耶花
- Beautiful(3回ダンス) 風見和
- Nobody's Perfect(試合前ダンス) 野辺真美子
- Beauty And A Beat 栗本唯梨
- I Really Like You(3回ダンス) 山田小依
- Rock Around the Clock(試合前ダンス)
- We are(菅野智之) 山田小依
- Welcome to TOKYO(TOKYOシリーズ) 渡貫みづき
- Numb/Encore(陽岱鋼) 中嶋紗耶花
- Sugar(村田修一) 菊地あや
- ダンシング・ヒーロー(Eat You Up)(みんなでバブル) 栗本唯梨
- One Night Carnival(みんなでオレンジ組)
- Nobody can catch up with No.26[注釈 131](内海哲也) 栗本唯梨
- Clap Clap!!(ダンススクール)
- 自由の女神～ユーヴライア～
- Physical
- Sunny Day Sunday 栗本唯梨
- カーニバル(試合前ダンス) 渡辺美音
- The Best Damn Thing 渡貫みづき
- E.G. summer RIDER(3回ダンス) 栗本唯梨
- We Got The World 野辺真美子
- Dirty Work(試合前ダンス) 関根直美
- Burning Love(3回ダンス) 伊東彩音
- That's How We Do 渡貫みづき
- だから、ひとりじゃない 中嶋紗耶花

2018
- How do you feel now?(試合前ダンス)
- Love☆Queen(3回ダンス)
- インフルエンサー 栗本唯梨
- My Life Would Suck Without You
- Change(菅野智之) 栗本唯梨
- Everywhere You Look[注釈 132](田口麗斗) 菊地あや
- Dancing With My Fingers[注釈 133] 仲岡沙優
- Celebrate(試合前ダンス、ジャビットコラボ) 栗本唯梨
- モンじゃい·ビート(石川慎吾) 鈴木ひな子
- Believe in yourself(ダンススクール)
- EXCITE(3回ダンス) 栗本唯梨
- ガラスを割れ!(試合前ダンス) 中嶋紗耶花
- アジアの純真(みんなでパンダ) 平﨑妃菜
- Shake It Up 山田ありさ
- Turn Up the Music 加藤美紅
- International Love 仲岡沙優
- Grenade(3回ダンス)
- Sandstorm(上原浩治) 栗本唯梨、髙藤未佑
- Party Rock Anthem(ジャビットコラボ) 栗本唯梨
- Candy Pop(ジャビットコラボ) 栗本唯梨
- PLAYBACK 加藤美紅、栗本唯梨
- Lucky Strike(試合前ダンス) 栗本唯梨
- 行くぜっ!怪盗少女(ももクロナイター) 菊地あや
- Get Wild(シティーハンターナイター) 髙藤未佑
- Hero(坂本勇人) 玄田夏海

2019
- YES or YES(試合前ダンス) 関根直美
- ピースサイン(3回ダンス) 堀内沙恵
- Burn Break Crash[注釈 134]
- 世界はあなたに笑いかけている 仲岡沙優
- 全力REAL LIFE(ダンススクール)
- STEP
- FANCY(岡本和真) 戸渡麻由奈
- Under the Sea(ジャイアンツ水族館) 長瀬志珠
- 君が好きだと叫びたい(丸佳浩) 宮川麻衣子
- Dancing With My Fingers[注釈 133] 仲岡沙優
- マスカット 橋本なぎさ
- Celebrate(オールスターVer.) 栗本唯梨、中嶋紗耶花
- エール(ダンススクール)
- Yes we are(試合前ダンス) 栗本唯梨、中嶋紗耶花
- Nobody's Perfect(3回ダンス) 宮川麻衣子
- 浪漫飛行 樋口真央
- Smile For Me 今野絵里香、橋本なぎさ
- Showtime 鈴木ひな子、山田ありさ
- Giants